# Shandy

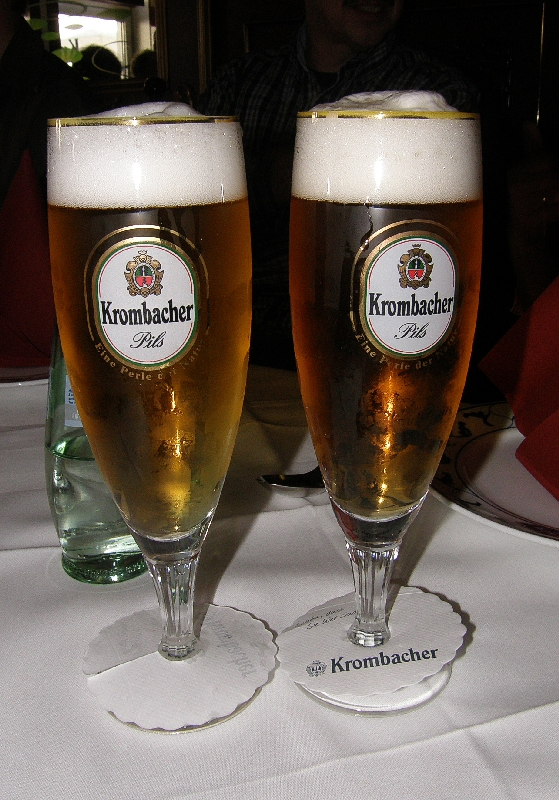
Porównanie wyglądu shandy (lewa strona) oraz Pilznera (prawa strona).

Shandy – napój alkoholowy z połączenia jasnego piwa i białej lemoniady, najczęściej w proporcji 1:1. Możliwe połączenie piwa z innymi napojami bezalkoholowymi, a także inne proporcje (w puszkach jest to bardzo słaby napój w proporcji 1:10 piwo:lemoniada).

## Produkcja w Polsce
Pierwsze, prawdziwe polskie shandy produkowane przemysłowo było w latach 60-80 XX wieku. Wznowione w produkcji i wprowadzone w kwietniu 2012 r. przez browar Lech Browary Wielkopolski należący do Kompanii Piwowarskiej. Jest to piwo jasne, połączone w proporcji 50/50 z lemoniadą, o zawartości alkoholu 2,6%. W czerwcu tego samego roku swoje shandy wprowadziła Grupa Żywiec pod marką Warka Radler (40% piwa, 60% cytrusowej lemoniady).

## Nazwy napoju w innych krajach
- clara – Hiszpania[4]
- panaché – Francja, Szwajcaria[5]
- panasch – niemieckojęzyczne regiony Szwajcarii[5]
- radler, radlermass, alsterwasser, potsdamer, russ (na bazie piwa pszenicznego) – Niemcy[6]